# Follow You
"Follow You" é uma canção da banda de rock britânica Bring Me the Horizon. Produzida pelo tecladista Jordan Fish e pelo vocalista Oliver Sykes, figurou no quinto álbum de estúdio da banda, That's the Spirit, de 2015. A canção também foi lançada como o quinto single do álbum em 26 de fevereiro de 2016, alcançando a posição 95 na UK Singles Chart e liderando a UK Rock & Metal Singles Chart.

## Promoção e lançamento
"Follow You" foi revelada pela primeira vez em um pequeno teaser trailer, ao lado de outra faixa, a abertura de That's the Spirit "Doomed", em 28 de agosto de 2015. O redator da Alternative Press, Tom Bryant, a descreveu como "uma balada emocional repleta de eletrônicos". Andy Biddulph do Rock Sound a descreveu como "uma canção de amor - ou a coisa mais próxima disso que esse grupo já escreveu", e como um "cruzamento entre PVRIS e Linkin Park". Em uma crítica durante o pré-lançamento do álbum, Amy Gravelle da Gigwise observou que "Follow You" mostra Sykes "derramando seu coração em um epílogo emocional". É categorizada como uma canção pop rock com batidas influenciadas pelo hip hop por Emmy Mack do Music Feeds. Em 26 de fevereiro de 2016, a faixa foi lançada como single na forma de uma edição limitada de vinil de 7".

## Composição e letra
O vocalista do Bring Me the Horizon, Oliver Sykes, e o tecladista Jordan Fish originalmente começaram a escrever "Follow You" mais ou menos na mesma época que "Drown", lançado como single em 2014. De acordo com Sykes, a letra da música foi baseada em seu relacionamento com sua esposa durante "uma fase particularmente difícil, quando as coisas não pareciam muito boas"; durante uma conversa faixa a faixa do álbum para o Spotify, ele explicou que a mensagem abrangente era que "não importa o quão ruim estar juntos às vezes possa ser, o contrário é muito pior".

## Videoclipe
O videoclipe de "Follow You" estreou em 16 de março de 2016 por meio do canal Vevo da banda. Co-dirigido por Oliver Sykes e Frank Borin, o vídeo retrata uma série de eventos violentos descritos como indo ao fim do mundo por vários comentaristas, incluindo atos aparentemente aleatórios de violência, assassinato, incêndio criminoso e danos de propriedade, enquanto um jovem ouve a música, dança e canta na rua, alheio aos acontecimentos ao seu redor. Joe DiVita da Loudwire propôs que, embora o vídeo fosse "brutalmente gráfico" e "NSFW", isso serviu como "a justaposição perfeita" para a "música sombria e emocional" da qual era o acompanhamento visual. A redatora da Alternative Press, Caitlyn Ralph, apenas o descreveu como "intrigante".
O vídeo foi notado por muitos críticos por sua natureza gráfica. O escritor da Rock Sound, Andy Biddulph, por exemplo, descreveu o vídeo como "horripilante", observando que continha "gore, morte, armas e violência contra animais". Da mesma forma, James Hingle da Kerrang! advertiu que o clipe "não é para os fracos de coração". Particularmente, uma cena em que um Golden retriever é baleado e morto por um carteiro foi alvo de polêmica. Zach Dionne do Fuse reagiu simplesmente com a frase "Que porra é essa", antes de repreendê-lo como "um imenso passo em falso" da banda. Emmy Mack, do Music Feeds, ficou chocado com o vídeo, descrevendo-o como "um horrível banho de sangue NSFW", embora tenha elogiado a produção observando que "Toda essa coisa é uma merda de filme de terror de filho da puta. Mas pelo menos é um blockbuster." Bring Me the Horizon posteriormente respondeu à polêmica no Twitter, brincando sobre o destino do cachorro.

## Recepção
A resposta crítica a "Follow You" foi geralmente positiva. Bradley Zorgdrager da Exclaim! elogiou a música por "reinar na força enquanto permanece impactante", em contraste com grande parte do resto do álbum, que ele criticou por soar muito semelhante a bandas como Thirty Seconds to Mars e Linkin Park. Mike Pell, da MTV, descreveu a música como "Um dos singles mais mansos e em forma de hino" de That's the Spirit. Criticando o álbum para a revista DIY, Sarah Jamieson identificou "Follow You" como uma das faixas do álbum que mostra Bring Me the Horizon "saindo mais longe de sua zona de conforto do que nunca", descrevendo-a como "atmosférica".

## Desempenho comercial
"Follow You" entrou no UK Rock & Metal Singles Chart no sexto lugar em 18 de setembro de 2015, após o lançamento de That's the Spirit, quando também se registrou no UK Singles Chart por uma semana solitária no número 95. Depois de subir e descer entre os dez primeiros por vários meses, mais tarde liderou a parada de singles de rock e metal do Reino Unido em 25 de março de 2016, substituindo "Paranoia" de A Day to Remember. Nos Estados Unidos, a faixa alcançou a posição 34 na parada Billboard Hot Rock Songs.

## Faixas
| Vinil de 7"    |                |         |  |
| N.º            | Título         | Duração |  |
| 1.             | "Follow You"   | 3:51    |  |
| Duração total: | Duração total: | 3:51    |  |

| Single em CD   |                             |         |  |
| N.º            | Título                      | Duração |  |
| 1.             | "Follow You"                | 3:51    |  |
| 2.             | "Follow You" (instrumental) | 3:51    |  |
| Duração total: | Duração total:              | 7:42    |  |

## Créditos
Créditos adaptados do Tidal.
| Bring Me the Horizon - Oliver Sykes – vocais principais, produção, composição, programação - Lee Malia – guitarra, composição - Matt Kean – baixo, composição - Matt Nicholls – bateria, composição - Jordan Fish – teclados, sintetizadores, programação, percussão, vocais de apoio, produção, composição, engenharia Músicos adicionais - Maddie Cutter – violoncelo - Will Harvey – violino | Produtores adicionais - Al Groves – engenharia - Sam Winfield – engenharia - Nikos Goudinakis – engenharia assistente - Ted Jensen – masterização - Dan Lancaster – mixagem |

## Paradas
| Parada (2015–16)                                        | Posição de pico |
| ------------------------------------------------------- | --------------- |
| UK Singles (OCC)                                        | 95              |
| UK Rock & Metal (OCC)                                   | 1               |
| Estados Unidos (Billboard Hot Rock & Alternative Songs) | 34              |